# Iotroata rotulancora
Iotroata rotulancora är en svampdjursart som först beskrevs av William Lundbeck 1905.  Iotroata rotulancora ingår i släktet Iotroata och familjen Iotrochotidae. Inga underarter finns listade i Catalogue of Life.